# Dwight Frye
Dwight Iliff Frye (22. februar 1899 – 7. november 1943) var en amerikansk skuespiller.
Frye er bl.a. kendt for sine fine karakterpræstationer i klassiske horrorfilm såsom Renfield i Dracula (1931), Fritz i Frankenstein (1931) og Karl i Bride of Frankenstein (1935), men gjorde sig også i både komedier og dramaer – samt, naturligvis, på teateret.